# Kvitkove, Cernihivka
Kvitkove (în ucraineană Квіткове, în germană Pastwa) este un sat în comuna Prostore din raionul Cernihivka, regiunea Zaporijjea, Ucraina. Satul a fost locuit de germanii pontici.   

## Demografie
Componența lingvistică a localității Kvitkove
     Ucraineană (93,06%)
     Rusă (6,36%)
     Alte limbi (0,58%)
Conform recensământului din 2001, majoritatea populației localității Kvitkove era vorbitoare de ucraineană (93,06%), existând în minoritate și vorbitori de rusă (6,36%).